# Charles Duncan, Jr.
Pour les articles homonymes, voir Duncan.
Charles Duncan, Jr., né le 9 septembre 1926 à Houston (Texas) et mort dans la même ville le 18 octobre 2022, est un homme politique américain.
Membre du Parti démocrate, il est secrétaire à l'Énergie entre 1979 et 1981 dans l'administration du président Jimmy Carter.

## Biographie
Charles William Duncan avait auparavant été sous-secrétaire à la Défense des États-Unis de Carter pendant la révolution iranienne. Auparavant, Duncan avait dirigé l'entreprise familiale, Duncan Coffee Company de Houston, au Texas, pendant sept ans, jusqu'à ce que la société Coca-Cola l'acquière en 1964. Après sept ans au conseil d'administration de Coke, Duncan est devenu le président de la société.
Duncan est décédé à son domicile de Houston le 18 octobre 2022 des complications d'une chute à l'âge de 96 ans.